# Remember Me (videójáték)
A Remember Me (Emlékezz rám) egy akció-kaland videójáték, amit a Dontnod Entertainment fejlesztett és a Capcom adott ki. Megjelent 2013 júniusában Microsoft Windows-ra, PlayStation 3-ra és Xbox 360-ra. A játék cselekményének középpontjában Nilin áll, egy memóriavadász, aki az Errorist nevű földalatti ellenálló mozgalomnak dolgozik. Amikor a játék elkezdődik, őt már megfosztotta szinte minden emlékétől a Memorize óriás-vállalat. Egy Edge nevű titokzatos férfi segítségével elindul , hogy megkeresse és legyőzze a Memorize-t és visszaszerezze elveszített emlékeit.
A Remember Me-t a Dontnod Entertainment bemutatkozó projektjeként kifejlesztették ki, a cég egyik alapító tagjával Jean-Max Moris igazgatóval. A céljai egy része az volt játékkal kapcsolatban, hogy egy elgondolkodtató történetet alkosson, és végül egy női főszereplőre épített, hogy segítse a történet közvetítését. Eredetileg PlayStation 3 exkluzív játék volt, Adrift címmel, 2011-ben törölték, majd később a Capcom vásárolta meg és támasztotta fel, mint egy multiplatform játék. A játék a megjelenése után vegyes fogadtatást kapott, viszont dicséretet a történet koncepciója, néhányat a játékmenet alapismeretei és az általános háttértörténet. Kritika a játék olyan szempontjait érte, mint a fő elbeszélés, a harc és a kivitelezés melletti döntések, amiket hátrányosnak tartottak a játékkal szemben. Azóta az arány megfordult, akárcsak például a Heroes of Might and Magic IV esetében, egyre inkább pozitív megnyilvánulások vannak a játék mellett.

## Tartalom
Háttértörténet
A játék 2084-ben játszódik Párizs futurisztikus verziójában amit Neo-Párizsnak hívnak. A Memorize vállalat kifejlesztett egy új agyi implantátumot, a Sensation Engine-t (SENSEN), ami lehetővé teszi a lakosság durván 99%-ának, hogy feltöltse és megossza az emlékeit a neten, azokat pénzért eladhatják - vehetik, valamint, hogy eltávolítsák a boldogtalan vagy kellemetlen emlékeket. Ez lehetővé tette a Memorize-nak, hogy nagymértékben az ellenőrzése alá vonja a lakosságot és lehetővé teszi számukra, hogy létrehozzanak egy rendőrállamot. Ez azonban egy kis lázadó csoport alakulásához vezet az "Errorist" név alatt: a küldetésük, hogy tönkretegyék a Memorize-t. A SENSEN feltalálása a Leapers-ek megalkotásához is vezetett: akik eladták az összes emléküket, vagy valamilyen okból törölték nekik, visszafejlődtek és félember alakba mutálódtak. Most Neo-Párizs csatornáiban élnek, mint az állatok.